# César Santos Fontenla
César Santos Fontenla (Salamanca, 1931 - Madrid, 22 de marzo de 2001) fue un crítico e historiador cinematográfico español.

## Biografía
Santos nació en Salamanca en 1931. Estudió la carrera de Derecho en Madrid, si bien nunca utilizó su título de licenciado para ejercer. Militó desde muy joven en la oposición antifranquista. En 1957 se estableció en París, donde residió durante dos años. Allí, llevado por su pasión por el cine, visitó habitualmente la Cinemateca y las salas del Barrio Latino. A su vuelta a Madrid se matriculó en el Instituto de Investigaciones y Experiencias Cinematográficas, si bien no terminó sus estudios. También comenzó a realizar su labor crítica en un cineclub.
Comenzó su labor escrita en las revistas Cinema Universitario, Objetivo, Cuadernos de Arte y Pensamiento y Acento Cultural. Posteriormente pasó a colaborar en Nuestro cine, revista cinematográfica de tendencia izquierdista y rival de Film Ideal. A mitad de los años 1960 abandonó esa publicación y pasó a ser durante siete años el crítico cinematográfico de la revista Triunfo. Colaboró después con otras publicaciones, como Informaciones de las Artes y las Letras, suplemento cultural del diario Informaciones, Cine en 7 días, Jano o Sábado Gráfico. Durante sus últimos veinte años de vida ejerció como crítico del diario madrileño ABC.
Falleció el 21 de marzo de 2001 a consecuencia de un accidente doméstico en un momento en que se encontraba convaleciente a causa de un edema pulmonar.

## Obra
Además de sus numerosas colaboraciones en prensa y participación en obras colectivas, Santos publicó varios libros destacados:
- Cine español en la encrucijada (1966).
- Josef von Sternberg (1969).
- El musical americano (1973).
- Luis Buñuel: Es peligroso asomarse al interior (2000).

## Premios
Medallas del Círculo de Escritores Cinematográficos
| Año  | Categoría             | Labor premiada            | Resultado |
| ---- | --------------------- | ------------------------- | --------- |
| 1971 | Mejor labor literaria | Trabajos en Informaciones | Ganador   |